# Папина дочка (фильм, 2007)
«Папина дочка» (англ. Daddy's Little Girls) — американская романтическая мелодрама 2007 года автора сценария, продюсера и режиссёра Тайлера Перри. В главных ролях — Габриэль Юнион и Идрис Эльба.
Фильм был выпущен кинокомпанией Lionsgate 14 февраля 2007 года.

## Сюжет
Монти Джеймс — уважаемый и трудолюбивый механик в автомастерской. У него есть три замечательные дочки: Чайна, Лорин и Сьерра. Он живёт мечтами о собственном магазине. Его бывшая жена Дженнифер нарушает тихое семейное спокойствие и требует, чтобы дочки жили с ней. Она подаёт в суд и решение оказывается на её стороне. Девочки хотят остаться с отцом, поскольку с матерью они не ладят. Кроме того, все догадываются о её проблемах с наркотиками. Отец вынужден отправить дочек к матери, но обещает, что сделает всё возможное, чтобы вернуть их обратно. Отсутствие денег вынуждает его согласиться на предложение кадрового агентства и стать личным водителем для адвоката из Атланты Джулии.
Между тем подруги беспокоятся за личную жизнь Джулии, ведь она только и делает, что работает. Они устраивают ей несколько свиданий, однако кавалеры ей не подходят. Между ней и профессионалом-механиком завязываются тесные отношения. С её помощью он надеется вернуть опеку над дочками. Она, видя, какой он заботливый родитель, старается помочь. А вскоре понимает, что не может о нём не думать.

## В ролях
- Габриэль Юнион — Джулия
- Идрис Эльба — Монти Джеймс
- Луис Госсетт-мл. — Уилли
- Таша Смит — Дженнифер
- Трейси Эллис Росс — Синтия
- Малинда Уильямс — Майя
- Терри Джей Вон — Бренда
- Гари Стургис — Джозеф
- Кэсси Дэвис — Рита
- Сьерра Эйлина Макклейн — Сьерра
- Чайна Энн Макклейн — Чайна
- Лорин Алиса Макклейн — Лорин

## Саундтрек
Саундтрек был выпущен компанией Atlantic Records, появившись на интернет-магазинах 16 января 2007 года.
- Anthony Hamilton — «Struggle No More»
- R. Kelly — «Don't Let Go»
- Xscape — «Greatest Gift»
- Adrian Hood — «Brown Eyed Blues»
- Whitney Houston, Cissy Houston, Dionne Warwick and The Family — «Family First»
- Yolanda Adams — «Step Aside»
- Brian McKnight — «I Believe»
- Beyonce Knowles — «Daddy»
- Governor — «Blood, Sweat & Tears»
- Charles Moore — «A Change Is Gonna Come»

## Прокат
Фильм вышел в канун Дня Святого Валентина 2007 года и занял пятое место в строчке рейтинга, уступив картинам «Призрачный гонщик», «Мост в Терабитию», «Уловки Норбита» и «С глаз — долой, из чарта — вон!».
Общие сборы составили 31 366 978 долларов, из них 31 609 243 доллара — в США и 242 265 долларов — в международном прокате.
Премьеры фильма за границей состоялись:
- Франция — 20 мая 2007 года
- Россия — лето 2007 года
- Исландия — 6 сентября 2007 года — премьера на DVD
- Великобритания — 7 сентября 2007 года
- Венгрия — 4 декабря 2007 года — премьера на DVD

## Оценки
Фильм получил в основном положительные отзывы, заработав 80% голосов на Rotten Tomatoes.

## Награды и номинации
- «BET Awards» (2007) — номинация в категории «Лучший актёр» (Идрис Эльба)